# José Cilley
José Luis Cilley (Buenos Aires, 28 dicembre 1972) è un ex rugbista a 15 e dirigente sportivo argentino, mediano d'apertura del San Isidro Club fino al 2008.

## Biografia
Nella sua carriera al San Isidro Club, cui è sempre stato legato prima da giocatore e, in seguito, da dirigente, Cilley ha vinto sette titoli provinciali dell'Unión de Rugby de Buenos Aires e tre titoli Nacional de Clubes; l'esordio in Nazionale risale al 1994, a Johannesburg contro il Sudafrica; nonostante la sconfitta 26-46 Cilley debuttò con un personale di 21 punti (una meta, due trasformazioni e quattro calci piazzati).
L'anno successivo fu presente alla Coppa del Mondo di rugby 1995 che si tenne proprio in Sudafrica, e scese in campo in due dei tre incontri in cui l'Argentina fu impegnata (Samoa e Italia).
Quattro anni più tardi fu convocato per la Coppa del Mondo di rugby 1999 in Galles, ma non fu mai utilizzato durante il torneo.
Disputò il suo ultimo incontro internazionale nel corso del Sudamericano 2002 contro il Paraguay.
Attualmente è membro del consiglio di disciplina del San Isidro Club nonché tesoriere supplente della Unión Argentina de Rugby e segretario della CONSUR, la confederazione rugbistica sudamericana.

## Palmarès
- Campionati sudamericani: 3
Argentina: 1995, 1997, 2002
- Campionati URBA: 7
San Isidro Club: 1993, 1994, 1997, 1999, 2002, 2003, 2004
- Nacional de Clubes: 3
San Isidro Club: 1993, 1994, 2006